# Selvagem Grande
Selvagem Grande är den största ön i ögruppen Selvagensöarna (portugisiska: Ilhas Selvagens).

Administrativt hör ögruppen till den självstyrande regionen Madeira, och ingår i Funchals kommun.

Det finns bara två permanenta invånare: två vakter.

Högsta punkten heter Pico da Atalaia och ligger på 163 m höjd.